# Bächingen an der Brenz
Bächingen an der Brenz este o comună aflată în districtul Dillingen an der Donau, landul Bavaria, Germania.